# Deus Mortem
Deus Mortem – polska grupa muzyczna wykonująca black metal. Powstała pod koniec 2008 roku we Wrocławiu z inicjatywy gitarzysty i wokalisty Marka "Necrosodoma" Lechowskiego, znanego m.in. z występów w grupach Anima Damnata i Thunderbolt. Muzyk do współpracy zaprosił Zbigniewa "Inferna" Promińskiego - perkusistę zespołu Behemoth. 
We wrześniu 2011 roku grupa odbyła pierwszą trasę koncertową poprzedzając występy zespołów Bulldozer, Azarath oraz Witchmaster. Koncertowy skład Deus Mortem uzupełnili perkusista Paweł "Stormblast" Pietrzak, członek grupy Infernal War oraz basista Vomitor z kwartetu Infidel. Promiński natomiast objął funkcję drugiego gitarzysty.
Debiutanckie wydawnictwo zespołu pt. Darknessence ukazało się 6 grudnia 2011 roku nakładem wytwórni muzycznej Witching Hour Productions. Nagrania zostały zarejestrowane pomiędzy marcem a listopadem 2010 we współpracy z producentem muzycznym Arkadiuszem "Maltą" Malczewskim. Okładkę i oprawę graficzną wydawnictwa przygotował Ihasan. W styczniu 2012 roku grupa dała szereg koncertów w Polsce w ramach Phoenix Rising Tour poprzedzając występy zespołów Behemoth, Blindead i Morowe.

## Muzycy
| Obecny skład zespołu - Marek "Necrosodom" Lechowski - śpiew, gitara, gitara basowa (od 2008) - L.th - gitara basowa (od 2018) - Sinister - gitara (od 2013) - Tomasz "Tom Hermies" Nowok – gitara (od 2022) |  | Byli członkowie zespołu - Zbigniew "Inferno" Promiński - perkusja, gitara (2009-2013) - Paweł "Stormblast" Pietrzak - perkusja (2013–2024) - Vomitor - gitara basowa (2013-2018) Muzycy koncertowi - Paweł "Stormblast" Pietrzak - perkusja (2011-2013) - Vomitor - gitara basowa (2011-2013) - Triumphator - gitara (2012) - Chaosifer - gitara (2013) |

## Dyskografia
- Darknessence (EP, 2011, Witching Hour Productions)
- Emanations of the Black Light (2013, Strych Promotions)
- Demons of Matter and the Shells of the Dead (EP, 2016, Malignant Voices Productions)
- Kosmocide (2019, Terratur Possessions, Malignant Voices Productions)
- The Fiery Blood (EP, 2020, Terratur Possessions, Malignant Voices Productions)